# 飆車之車神傳說
《飆車之車神傳說》是一部王傑、莫文蔚、邵美琪演出的香港電影，於2000年上映，導演為張敏。此片是以賽車作主題的劇情片，戲中有大量飛車鏡頭，飛車導演為羅禮賢。

## 剧情介绍
地下賽車壇有兩大車手：車怪阿風（陳　豪飾）和車神王飛（王傑飾），阿風一直未能超越王飛。王飛為了妻子嘉玲和兒子，決定退出車壇；阿風不甘敗給阿飛，所以出盡辦法逼他作賽，為求取代其車神位置。王飛在比賽中遭陷害，失事受傷，同時害死其妻。王飛內咎，於是假裝殘廢，從此退出。
後來，他帶同兒子心養海邊經營渡假屋，並且與拍檔由加利（邵美琪飾）建立了一份深厚的感情，加上小姨迪加（葉安婷飾），過著一家人的生活。阿風的妹妹Suki（莫文蔚飾）偶然之下來到海邊，遇到王飛，亦對他產生好感......

## 人物角色
| 角色名稱 | 演員   | 備註                                       |
| -------- | ------ | ------------------------------------------ |
| 王飛     | 王傑   | 頂級車手，被譽為「車神」                   |
| Suki     | 莫文蔚 | 阿風親妹，女飛車手，與阿風因賽車而爭執結怨 |
| 尤加利   | 邵美琪 | 王飛的生意拍檔，一直暗戀他                 |
| 阿風     | 陳 豪  | 被譽為「車怪」，勢要取代王飛               |
| 迪加     | 葉安婷 | 王飛小姨，自小崇拜他，後來同隱居           |
| 王心養   | 薛立贤 | 王飛獨子                                   |
|          | 林雪   |                                            |
|          | 林偉   |                                            |
|          | 吳志雄 |                                            |

## 工作人員
- 副導演: 羅錦富
- 美術指導: 徐國強
- 攝影指導：蔡榮輝
- 製片：倪順才

## 外部連結
- 《飆車之車神傳說》官方網頁 （页面存档备份，存于）
- 《飆車之車神傳說》官方海報[永久]
- 開眼電影網上《飆車之車神傳說》的資料（繁體中文）
- 香港影庫上《飆車之車神傳說》的資料（繁體中文）
- 时光网上《飆車之車神傳說》的資料（简体中文）
- 豆瓣电影上《飆車之車神傳說》的資料 （简体中文）
- 爛番茄上《飆車之車神傳說》的資料（英文）
- AllMovie上《飆車之車神傳說》的资料（英文）
- 互联网电影数据库（IMDb）上《飆車之車神傳說》的资料（英文）